# Bythocythere megapteroidea
Bythocythere megapteroidea is een mosselkreeftjessoort uit de familie van de Bythocytheridae. De wetenschappelijke naam van de soort is voor het eerst geldig gepubliceerd in 1985 door Zhao.